# Sadłowo (województwo zachodniopomorskie)
Sadłowo – wieś w Polsce położona w województwie zachodniopomorskim, w powiecie stargardzkim, w gminie Suchań, położona na zachód od Suchania (siedziby gminy) i na południowy wschód od Stargardu (siedziby powiatu).
W latach 1975–1998 miejscowość położona była w województwie szczecińskim.

## Historia
Pierwsza wzmianka o wsi pochodzi z 1226, kiedy była własnością joannitów z Suchania. Do czasów reformacji pozostawała wsią zakonną, następnie zsekularyzowana.